# ウィリアム・ボーモル
ウィリアム・ボーモル（William J. Baumol、1922年2月26日 - 2017年5月4日）は、アメリカの経済学者。ニューヨーク市出身。ミクロ経済学からマクロ経済学まで、活躍の範囲は広かった。

## 略歴
- 1922年　ニューヨークで生まれる。

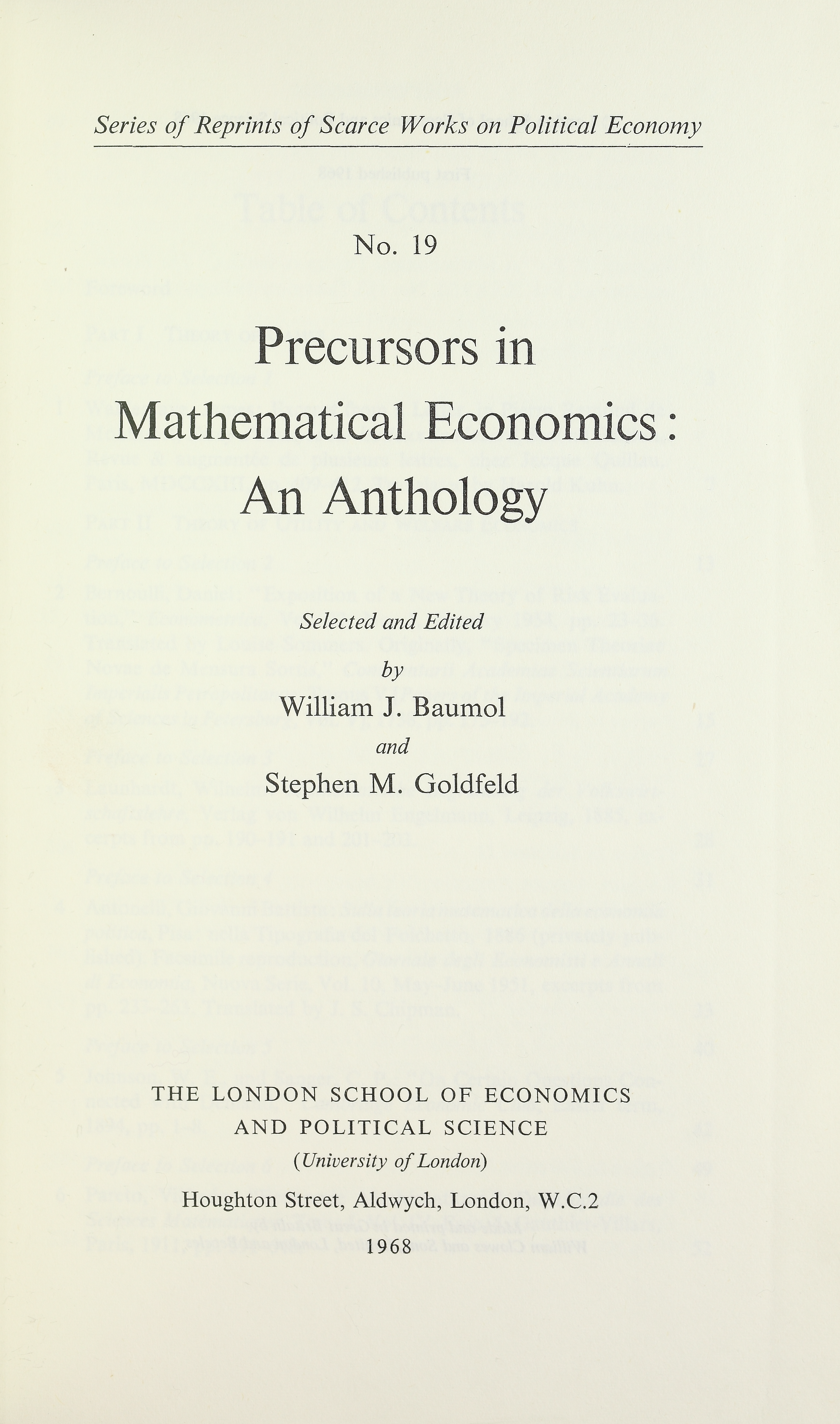
Precursors in mathematical economics, 1968

- 1942年　ニューヨーク市立大学で学び、B.Sc.取得（卒業）。
- 1947年　ロンドン・スクール・オブ・エコノミクス（LSE）で教え始める。
- 1949年　ロンドン・スクール・オブ・エコノミクス (LSE)よりPh.D.を取得した。
- 1949年　プリンストン大学で教え始める。
- 1954年　プリンストン大学で教授となる。
- 1965年　博士論文『厚生経済学と国家の理論』を出版。
- 1967年　アメリカ経済学会副会長となる。
- 1971年　ニューヨーク市立大学にも籍をおく。
- 1978年　西洋経済学会の会長となる。
- 1981年　アメリカ経済学会会長となる。
- 2014年　トムソン・ロイター引用栄誉賞受賞。
- 2017年　5月4日逝去[1]。享年95[2]。

## 研究
- ボーモルは、通常の企業が標準的なミクロ経済理論どおりに行動していないという現実の観察から、企業行動の原理として利潤最大化に代わる売上高極大仮説を提唱した。
- また、経営学と経済学とを結びつけることにも力を入れ、1961年に出版した著書『Economics Theory and Operations Analysis』は版を重ねロング・セラーとなった。他にも多くの教科書を執筆した。
- さらに、ケインズの流動性選好説において、取引需要が利子弾力的になることを在庫利用を応用して説明した。
- 不均衡成長についても業績を挙げている。
- 1966年に出したウィリアム・ボーエンとの共著『舞台芸術：芸術と経済のジレンマ』によって、文化経済学の創始者として知られる。
- 1971年に、ウォーレス・オーツとともに、環境税の一つであるボーモル・オーツ税を提唱した。
- 1982年にはニューヨーク市立大学の同僚らとコンテスタブル市場の概念（コンテスタビリティ理論）を提唱し、1980年代以後のアメリカの航空輸送産業やトラック輸送産業における規制緩和の流れを作り出した。

## 主な書籍
- 山田勇・藤井栄一 訳『経済動学序説』東洋経済新報社、1956年。NDLJP:3008566。
- 『経済分析とOR』（上）（下）、福場庸訳、丸善、1966年
- （アラン・S・ブラインダーと共著）『エコノミックス入門――マクロ・ミクロの原理と政策』、片岡晴雄ほか共訳、HBJ出版局、1988年
- （アラン・S・ブラインダーと共著）『ミクロエコノミックス入門――市場と制度の経済学』、箱木礼子・片岡孝夫共訳、HBJ出版局、1993年
- （アラン・S・ブラインダーと共著）『マクロエコノミックス入門――経済原理と経済政策』、川島康男・三野和夫共訳、HBJ出版局、1993年
- （アラン・S・ブラインダーと共著）『新エコノミックス入門――現代経済の見方』、箱木礼子ほか共訳、HBJ出版局、1994年
- （ウィリアム・G・ボウエンと共著）『舞台芸術――芸術と経済のジレンマ』、池上惇監訳、渡辺守章訳、芸団協出版部、1994年
- 『自由市場とイノベーション――資本主義の成長と奇跡』、足立英之監訳、中村保・山下賢二・大住康之・常廣泰貴・柳川隆・三宅敦史共訳、勁草書房、2010年